# Edmondo Martin
Edmondo Martin (Roure, 9 dicembre 1904 – Pinerolo, 14 febbraio 1974) è stato un calciatore italiano, di ruolo attaccante.
Era anche conosciuto come Martin IV per distinguerlo dai tre fratelli Piero (I), Cesare (II) e Dario (III).

## Caratteristiche tecniche
Giocava come mezzala destra o sinistra. Abile tecnicamente, in campo si distingueva per il suo estro e per il suo individualismo.

## Carriera

### Club
Iniziò la carriera nel Pinerolo, tra i cui fondatori, nel 1918, vi erano i suoi fratelli Cesare e Piero, e vi giocò fino al 1921, anno in cui passò al Torino, integrando la formazione riserve. 
Esordì nel Torino il 10 febbraio 1924 contro la Novese, benché facesse parte della prima squadra dei "granata" già dal 1922. Tra le riserve torinesi trascorse buona parte della sua carriera, poiché nel suo ruolo il titolare del Torino era Mario Sperone. Frequentò poi l'Università al fine di divenire un commercialista; proseguì a giocare nelle riserve del Torino fino al 1927, anno in cui fu messo in lista di trasferimento dalla società granata: passò quindi all'Unione Sportiva Val Pellice, in cui trascorse la stagione 1927-1928 in Terza Divisione prima di venire messo nuovamente in lista. Nel corso della Divisione Nazionale 1928-1929 giocò per la Biellese, debuttando alla prima giornata e segnando il primo gol alla 6ª contro il Verona (4 novembre 1928). Alla nona giornata realizzò una doppietta contro la Fiorentina. Al termine della stagione contò 28 presenze e 6 gol nella massima serie italiana. La Biellese fu assegnata alla Serie B 1929-1930 in virtù del 10º piazzamento nel girone B di Divisione Nazionale: Martin rimase in squadra anche per tale stagione. Tornò poi tra le riserve del Torino nel 1930-1931, e nel 1932 si trasferì al Pinerolo, dapprima in Seconda e Prima Divisione piemontese e poi in Serie C, almeno fino alla stagione 1936-1937, con un intermezzo al Gutermann di Perosa Argentina.